# ロサンゼルス映画批評家協会賞 主演男優賞
本項目は、ロサンゼルス映画批評家協会賞の主演男優賞（Los Angeles Film Critics Association Award for Best Actor）の一覧である。

## 受賞一覧

### 1970年代
| 年   | 候補者                   | 作品                   | 役名                       |
| ---- | ------------------------ | ---------------------- | -------------------------- |
| 1975 | アル・パチーノ           | 狼たちの午後           | ソニー・ウォトヴィッツ     |
| 1976 | ロバート・デ・ニーロ     | タクシードライバー     | トラヴィス・ビックル       |
| 1977 | リチャード・ドレイファス | グッバイガール         | エリオット・ガーフィールド |
| 1978 | ジョン・ヴォイト         | 帰郷                   | ルーク・マーティン         |
| 1979 | ダスティン・ホフマン     | クレイマー、クレイマー | テッド・クレイマー         |

### 1980年代
| 年   | 候補者                    | 作品                       | 役名                   |
| ---- | ------------------------- | -------------------------- | ---------------------- |
| 1980 | ロバート・デ・ニーロ      | レイジング・ブル           | ジェイク・ラモッタ     |
| 1981 | バート・ランカスター      | アトランティック・シティ   | ルー・パスカル         |
| 1982 | ベン・キングズレー        | ガンジー                   | マハトマ・ガンディー   |
| 1983 | ロバート・デュヴァル      | テンダー・マーシー         | マック・スレッジ       |
| 1984 | F・マーリー・エイブラハム | アマデウス                 | アントニオ・サリエリ   |
| 1984 | アルバート・フィニー      | 火山のもとで               | ジェフリー・ファーミン |
| 1985 | ウィリアム・ハート        | 蜘蛛女のキス               | ルイス・モリーナ       |
| 1986 | ボブ・ホスキンス          | モナリザ                   | ジョージ               |
| 1987 | ジャック・ニコルソン      | 黄昏に燃えて               | フランシス・フェラン   |
| 1987 | ジャック・ニコルソン      | イーストウィックの魔女たち | ダリル・ヴァン・ホーン |
| 1987 | スティーヴ・マーティン    | 愛しのロクサーヌ           | C・D・ベイルズ         |
| 1988 | トム・ハンクス            | ビッグ                     | ジョス・バスキン       |
| 1988 | トム・ハンクス            | パンチライン               | スティーヴン・ゴールド |
| 1989 | ダニエル・デイ＝ルイス    | マイ・レフトフット         | クリスティ・ブラウン   |

### 1990年代
| 年   | 候補者                   | 作品                                | 役名                                 |
| ---- | ------------------------ | ----------------------------------- | ------------------------------------ |
| 1990 | ジェレミー・アイアンズ   | 運命の逆転                          | クラウス・フォン・ビューロー         |
| 1991 | ニック・ノルティ         | サウス・キャロライナ/愛と追憶の彼方 | トム・ウィンゴ                       |
| 1992 | クリント・イーストウッド | 許されざる者                        | ウィリアム・マニー                   |
| 1993 | アンソニー・ホプキンス   | 日の名残り                          | ジェームズ・スティーヴンス           |
| 1993 | アンソニー・ホプキンス   | 永遠の愛に生きて                    | ジャック・ルイス                     |
| 1994 | ジョン・トラボルタ       | パルプ・フィクション                | ヴィンセント・ヴェガ                 |
| 1995 | ニコラス・ケイジ         | リービング・ラスベガス              | ベン・サンダーソン                   |
| 1996 | ジェフリー・ラッシュ     | シャイン                            | デイヴィッド・ヘルフゴット（成人時） |
| 1997 | ロバート・デュヴァル     | The Apostle                         | エウリス・"ソニー"・デューイ         |
| 1998 | イアン・マッケラン       | ゴッド・アンド・モンスター          | ジェイムズ・ホエール                 |
| 1999 | ラッセル・クロウ         | インサイダー                        | ジェフリー・ワイガンド               |

### 2000年代
| 年   | 候補者                         | 作品                                                      | 役名                                             |
| ---- | ------------------------------ | --------------------------------------------------------- | ------------------------------------------------ |
| 2000 | マイケル・ダグラス             | ワンダー・ボーイズ                                        | グラディ・トリップ                               |
| 2001 | デンゼル・ワシントン           | トレーニング デイ                                         | アロンゾ・ハリス                                 |
| 2002 | ダニエル・デイ＝ルイス         | ギャング・オブ・ニューヨーク                              | ウィリアム・"ビル・ザ・ブッチャー"・カッティング |
| 2002 | ジャック・ニコルソン           | アバウト・シュミット                                      | ウォーレン・シュミット                           |
| 2003 | ビル・マーレイ                 | ロスト・イン・トランスレーション                          | ボブ・ハリス                                     |
| 2004 | リーアム・ニーソン             | 愛についてのキンゼイ・レポート                            | アルフレッド・キンゼイ                           |
| 2005 | フィリップ・シーモア・ホフマン | カポーティ                                                | トルーマン・カポーティ                           |
| 2006 | サシャ・バロン・コーエン       | ボラット 栄光ナル国家カザフスタンのためのアメリカ文化学習 | ボラット・サグディエフ                           |
| 2006 | フォレスト・ウィテカー         | ラストキング・オブ・スコットランド                        | イディ・アミン                                   |
| 2007 | ダニエル・デイ＝ルイス         | ゼア・ウィル・ビー・ブラッド                              | ダニエル・プレインビュー                         |
| 2008 | ショーン・ペン                 | ミルク                                                    | ハーヴェイ・ミルク                               |
| 2009 | ジェフ・ブリッジス             | クレイジー・ハート                                        | バド・ブレイク                                   |

### 2010年代
| 年   | 候補者                   | 作品                               | 役名                                  |
| ---- | ------------------------ | ---------------------------------- | ------------------------------------- |
| 2010 | コリン・ファース         | 英国王のスピーチ                   | ジョージ6世                           |
| 2011 | マイケル・ファスベンダー | 危険なメソッド                     | カール・グスタフ・ユング              |
| 2011 | マイケル・ファスベンダー | ジェーン・エア                     | エドワード・ロチェスター              |
| 2011 | マイケル・ファスベンダー | SHAME -シェイム-                   | ブランドン・サリヴァン                |
| 2011 | マイケル・ファスベンダー | X-MEN:ファースト・ジェネレーション | エリック・レーンシャー / マグニートー |
| 2012 | ホアキン・フェニックス   | ザ・マスター                       | フレディ・クィエル                    |
| 2013 | ブルース・ダーン         | ネブラスカ ふたつの心をつなぐ旅    | ウディ・グラント                      |
| 2014 | トム・ハーディ           | オン・ザ・ハイウェイ その夜、86分  | アイヴァン・ロック                    |
| 2015 | マイケル・ファスベンダー | スティーブ・ジョブズ               | スティーブ・ジョブズ                  |
| 2016 | アダム・ドライバー       | パターソン                         | パターソン                            |
| 2017 | ティモシー・シャラメ     | 君の名前で僕を呼んで               | エリオ・パールマン                    |
| 2018 | イーサン・ホーク         | 魂のゆくえ                         | エルンスト・トーラー牧師              |
| 2019 | アントニオ・バンデラス   | ペイン・アンド・グローリー         | サルバドール・マロ                    |

### 2020年代
| 年   | 候補者                     | 作品                         | 役名     |
| ---- | -------------------------- | ---------------------------- | -------- |
| 2020 | チャドウィック・ボーズマン | マ・レイニーのブラックボトム | レヴィー |